# Ihor Petraszko
Ihor Rostysławowycz Petraszko, ukr. Ігор Ростиславович Петрашко (ur. 6 października 1975 w Stryju) – ukraiński ekonomista i menedżer, od 2020 do 2021 minister rozwoju gospodarczego, handlu i rolnictwa.

## Życiorys
Absolwent zarządzania przedsiębiorstwem na Politechnice Lwowskiej (1997), a także prawa na Lwowskim Uniwersytecie Narodowym im. Iwana Franki (2002). W 2001 uzyskał dyplom MBA na Uniwersytecie Vanderbilta. Pracował jako konsultant w GlobalSpec, a także w przedsiębiorstwie Ernst & Young. Później zatrudniony w przedsiębiorstwie inwestycyjnym i sektorze bankowym. Od 2013 był zastępcą dyrektora generalnego w koncernie rolnym UkrLandFarming, kontrolowanym przez Ołeha Bachmatiuka.
W marcu 2020 został powołany na ministra rozwoju gospodarczego, handlu i rolnictwa w rządzie Denysa Szmyhala. Funkcję tę pełnił do maja 2021.